# Mustafà I
Mustafà I (Manisa, 1591 – Istanbul, 20 de gener de 1639) va ser soldà de l'Imperi Otomà del 1617 al 1618 i un altre cop del 1622 fins al 1623. Era fill de Mehmet III. Segons el kanum a la mort d'un sultà tots els seus germans havien de ser executats perquè no poguessin disputar el tron als fills del difunt, però a la mort del seu germà d'Ahmet I el 22 de novembre de 1617, que va morir jove de tifus, el kanun no fou observat i va pujar al tron.
Durant el regnat del seu germà havia estat catorze anys reclòs a la seva habitació al Palau de Topkapı, i aparentment era disminuït mental o com a mínim neuròtic. Aquesta condició li feu guanyar el sobrenom de Mustafà el Boig. El fill d'Ahmet I, Osman, es considerava amb dret al tron i va començar el conflicte, conspirant contra el nou sultà.
Durant el seu breu regnat va ser un instrument de les diferents faccions de la cort. El 26 de febrer de 1618 va ser deposat en benefici del seu jove nebot Osman II per una reunió del diwan imperial, amb el kizlar aghasi, el mufti i el caimacan (el gran visir Damat Halil Paixà estava absent). Mustafà fou tancat de nou a les seves cambres.
Quan es va produir el conflicte dels geníssers amb Osman II, que volia introduir alguns canvis en l'exèrcit, la situació va acabar amb la revolta dels soldats el 19 de maig de 1622 que van deposar Osman II, i Mustafà va tornar a ocupar el tron i els geníssers van obligar els ulemes a reconèixer-lo com a sultà. El deposat Osman II fou assassinat l'endemà 20 de maig i el gran visir, Kara Dawud Paixà, instigador de l'assassinat, va exercir el poder de fet fins al 13 de juny de 1622; llavors fou deposat per la Walida Sultan (reina mare); no obstant el poder efectiu seguia en mans dels geníssers i els sipahis. Diversos grans visirs foren nomenats i deposats: 
Mere Hüseyin Paixà (13 de juny de 1622 a 8 d'agost de 1622, albanès que ni tan sols parlava turc), Lefkeli Mehmed Paixà (8 d'agost de 1622 a 21 de setembre de 1622), Gürcü Mehmed Paixà I (21 de setembre de 1622 a 5 de febrer de 1623 i altre cop Mere Hüseyin Paixà (5 de febrer de 1623 a 30 d'agost de 1623).
El gener els sipahis, afavorits per Gürcü Mehmed Paixà van començar a reclamar la venjança d'Osman II i l'antic gran visir Dawud Paixà fou assassinat, però els geníssers van recuperar el control i van restaurar a Mere Hüseyin Paixà que va signar la pau amb Polònia i es va poder mantenir uns mesos fins que el cansament de la població i els ulemes amb la milícia i els seus actes de tirania a la capital va tenir reflex en l'acció de Sauf al-Din Oghlu a Trípoli i en la revolta d'Abaza Paixà a Erzurum i el gran visir fou deposat. El nou gran visir Kemankeş Kara Ali Paşa (30 d'agost de 1623 a 3 d'abril de 1624), d'acord amb el mufti va deposar el sultà el 10 de setembre de 1623 i va posar en el tron Murat IV, fill d'Ahmet I.
Fou llavors empresonar fins que va morir, setze anys després, el 1638. Fou enterrat a Santa Sofia (Istanbul).